# Harry Wells
Pour les articles homonymes, voir Wells.
Pas d'image ? Cliquez ici

a Compétitions nationales et continentales officielles uniquement.

b Matchs officiels uniquement.
Dernière mise à jour le 28 septembre 2023.
Harry Wells, né le 29 septembre 1993 à Peterborough (Angleterre), est un joueur international anglais de rugby à XV jouant aux postes de deuxième ligne et parfois troisième ligne aile avec les Leicester Tigers en Premiership depuis 2013.

## Biographie

### Carrière en club
Passant par l'académie des Tigers, il joue son premier match avec l'équipe sénior de Leicester en Coupe anglo-galloise contre les Wasps en 2012-2013. Il rejoint ensuite en prêt le club de Nottingham pour une courte durée.
Après deux saisons en Championship en compagnie des Bedford Blues, il fait son retour officiel avec les Leicester Tigers à l'été 2016. Il finit cette saison 2016-2017 avec un trophée, ayant pris part à la campagne gagnante en Coupe anglo-galloise.
Il entre en tant que remplaçant lors de la finale du Championnat d'Angleterre en Championnat d'Angleterre 2021-2022, qui s'achève avec la victoire des Tigers contre les Saracens (15-12). Entre 2020 et 2022, il est le joueur plus utilisé par l'entraîneur des Tigers, Steve Borthwick, depuis son arrivée. Il est reconnu pour son travail dans les rucks, la touche et en défense en plus de sa puissance dans ses charges.

### Carrière internationale
Harry Wells fait partie de l'effectif anglais sacré champion du monde junior en 2013.
Il honore sa première sélection internationale en juillet 2021 contre le Canada en tant que titulaire.

## Palmarès

### En club
- Leicester Tigers
  - Vainqueur de la Coupe anglo-galloise en 2017.
  - Finaliste du Challenge européen en 2021.
  - Vainqueur du Championnat d'Angleterre en 2022.
  - Finaliste du Championnat d'Angleterre en 2025.

### En sélection nationale
- Angleterre -20
  - Vainqueur du championnat du monde junior en 2013.